# Antoni Esteve Subirana
Antoni Esteve Subirana (Manresa, 1902-Barcelona, 1979) fue un farmacéutico catalán. Obtuvo la Vitamina D y la primera sulfamida en España. Siguiendo el ejemplo de su padre (Josep Esteve y Seguí) se involucró en la vida social, cultural y política de su país, a pesar de que nunca aceptó un cargo político.
Presidió numerosas academias y sociedades de ciencias en Cataluña y Baleares, y fue miembro de la Sección de Ciencias del Instituto de Estudios Catalanes. Publicó más de un centenar de trabajos, entre artículos y monografías, las cuales destacan por el nivel de detalle y por una cuidadosa documentación bibliográfica.

## Inicios
Antoni Esteve es la quinta generación de una larga dinastía de farmacéuticos, iniciada en 1787 por Tomàs Esteve i Gabanyach en la farmacia de la Plana de l’Om de Manresa, donde todavía la podemos encontrar regida por la séptima generación Esteve.
Se licenció en Farmacia en la Universidad de Barcelona en el año 1924, obteniendo el Premio Extraordinario de Licenciatura, y cursó el doctorado en Madrid durante el siguiente curso. En ese momento, sus planes eran escribir una tesis de química en Barcelona, pero la muerte inesperada de su padre en 1927 lo obligó a priorizar la farmacia de Manresa. En sus Memorias dejó escrito: Yo no podía dejar la farmacia i los análisis que me permitían ganarme la vida, al mismo tiempo que no abandonaba a mi madre. El primer paso era, pues, mantener el prestigio que había dado mi padre a la Farmacia de la Plana.
El pequeño laboratorio de análisis clínicos instalado hacía pocos años en el piso superior de la farmacia, pronto evolucionó hacia la preparación de especialidades originales. La primera de ellas fue la Vitamina D obtenida por irradiación, registrada con el nombre comercial de Esterosol. Debido a la importancia que adquirió esta actividad, Antoni Esteve fundó en 1931 bajo su nombre uno de los principales laboratorios farmacéuticos catalanes.
Paralelamente, se invirtieron grandes esfuerzos en la fabricación de compuestos arsenicales orgánicos para el tratamiento de la sífilis (surgidos en 1934 como Neo-Spirol). La gran mortalidad que causaba la enfermedad en aquel tiempo ha hecho que este medicamento sea considerado uno de los mayores éxitos de la farmacéutica catalana.

## Exilio
Durante la guerra civil española, Antoni Esteve continuó en la farmacia de Manresa, y su laboratorio fue primordial en el proveimiento de sulfamidas para el tratamiento de las infecciones, ya que la importación de este fármaco desde Alemania era cada vez más difícil. Él mismo relata: Nuestra producción fue siempre suficiente, pese a las dificultades para obtener las materias primas. Cuando se produjo la ocupación definitiva de Cataluña, Antoni Esteve se exilió en Francia, donde se rodeó de personajes destacados de la industria farmacéutica del país y trabajó en un prestigioso laboratorio. El avance de las tropas alemanas lo empujaron a volver a Barcelona, donde fue sometido a un juicio por responsabilidades políticas que finalmente acabó con la imposición de una multa. Alejado forzosamente de toda actividad política y cultural, Antoni Esteve se dedicó intensamente a su trabajo científico. En sus Memorias escribió: Durante el año y medio que estuve en Francia, mi familia fue constantemente molestada con todo tipo de ataques por parte de muchas de las nuevas autoridades instauradas en Manresa.

## El laboratorio de Barcelona
Después del exilio, el Laboratorio del Dr. Esteve fue trasladado a Barcelona, donde se inició una nueva etapa caracterizada no solo por la expansión progresiva sino también por el hecho de introducir al mercado especialidades farmacéuticas originales. En 1944 se obtuvo penicilina por primera vez en España y, de hecho, el Doctor Alexander Fleming, galardonado con el Premio Nobel por este medicamento, visitó las instalaciones de Esteve en su viaje a Barcelona en el año 1948. En 1952, la fabricación de un nuevo antihemorrágico les permitió la expansión internacional de la empresa, un hecho excepcional en la época debido al régimen franquista.
Todo este trabajo fue el resultado de una amplia actividad investigadora en el terreno de la química y la farmacología que se realizó bajo la dirección persona del Dr. Antoni Esteve, quien se supo rodear de un grupo considerable de especialistas en el terreno de las ciencias biomédicas, entre ellos Antoni Oriol i Anguera, Josep Laporte i Salas, F. Regné de Otal y su hijo Josep Esteve i Soler.
En el año 1965, Antoni Esteve pasó el cargo de director general de los Laboratorios a su hijo Josep, convencido de la necesidad de sangre nueva y joven para marchar de acuerdo con el progreso fulminante en que marcha el mundo.
Murió en Barcelona en 1979, el mismo día de la celebración del 50.º aniversario de la fundación de los Laboratorios Esteve. Cuatro años más tarde, su familia creó la Fundación Dr. Antoni Esteve para honrar públicamente su memoria. Esta Fundación trabaja con el objetivo prioritario de estimular el progreso de la farmacoterapéutica mediante la comunicación y la discusión científica.

## Reconocimientos
En 1934 le otorgaron la medalla de oro en el 8º Congreso de Médicos y Biólogos de Lengua Catalana.
Formó parte de la Sección de Ciencias del Instituto de Estudios Catalanes durante más de 25 años, la cual también presidió. Fue miembro fundador de la Real Academia de Farmacia de Barcelona en 1955 y formó parte de la dirección durante casi una década. En el 1959 fundó la Sociedad Farmacéuticas del Mediterráneo Latín, de la que fue vicepresidente. También fue Vicepresidente de la Academia de Ciencias Médicas de Cataluña y Baleares.

## Legado
Antoni Esteve elaboró los primeros compuestos arsenicales orgánicos, las primeras sulfamidas y obtuvo penicilina por primera vez a nivel español. A estas aportaciones puramente farmacéuticas, se debe sumar el legado cultural: fue autor de más de un centenar de publicaciones y se involucró en diversas iniciativas de fomento de la lengua y la cultura catalanas.